# 249 av. J.-C.
Cette page concerne l'année 249 av. J.-C. du calendrier julien proleptique.

## Événements
- 7 mai (21 avril du calendrier romain) : début à Rome du consulat de Publius Claudius Appius Pulcher et Lucius Iunius Pullus. Dictatures de Marcus Claudius Glicia et Aulus Atilius Calatinus[1].
- Juin[2] : 
  - Rome envoie les forces combinées des deux consuls (110 000 hommes selon Diodore) contre Drepanum et Lilybée, dernière bases carthaginoises importantes en Sicile. La garnison de Lilybée, commandée par Himilcon, fait échouer le blocus mené par le consul romain P. Claudius. Hannibal le Rhodien arrive d'Afrique avec un renfort de dix mille mercenaires, met le feu aux machines des assiégeants et leur tue beaucoup de monde[3].
  - Célébrations des Jeux séculaires[4].
- Août[4] : défaite navale romaine du consul Publius Claudius Pulcher contre le punique Adherbal à la bataille de Drépane (Trapani moderne), entraînant la quasi destruction de la flotte romaine[3]. Le consul romain et 20 navires seulement parviennent à s'enfuir, 93 navires sont capturés ou ont coulé[5].

- Pillage de la Sardaigne par les Romains[6].
- Révolte d’Alexandre, fils de Cratère (demi-frère de Gonatas), commandant de la garnison de Corinthe et des possessions macédoniennes en Grèce centrale. Il entraîne les cités d'Eubée en échange de leur liberté[7] (fin en 245 av. J.-C.).